# A magyar női labdarúgó-válogatott 1986. szeptember 18-i mérkőzése
Előző mérkőzés - Következő mérkőzés
A magyar női labdarúgó-válogatott barátságos mérkőzése 1986. szeptember 18-án Veszprémben Svédország ellen. A mérkőzés 4–1-es svéd győzelemmel zárult.

## Az összeállítások
| 1986. szeptember 18. |

| Magyarország      | 1 – 4   | Svédország                                    |
| ----------------- | ------- | --------------------------------------------- |
| Kiss Lászlóné 27' | (1 – 3) | Bukovszki Jenőné 5' Axen 16' 31' Videkull 74' |

| Veszprém Nézőszám: 400 Játékvezető: Molnár László (HUN) |

|  |

| MAGYARORSZÁG:        |    |                  |     |
|                      |    |                  |     |
| K                    | 1  | Kiss Mária       |     |
| V                    | 2  | Bukovszki Jenőné |     |
| V                    | 3  | Lovász Gyöngyi   |     |
| V                    | 6  | Matskássy Imréné |     |
| V                    | 4  | Tóth Judit       |     |
| KP                   | 5  | Kerekes Anikó    | 64' |
| KP                   | 8  | Kern Edit        | 68' |
| KP                   | 10 | Bárfy Ágnes      |     |
| CS                   | 7  | Nagy Tünde       |     |
| CS                   | 9  | Kiss Lászlóné    |     |
| CS                   | 11 | Jenei Anikó      |     |
| Cserék:              |    |                  |     |
| CS                   | ?  | Vrábel Ibolya    | 64' |
| KP                   | ?  | Nagy Andrea      | 68' |
| Szövetségi kapitány: |    |                  |     |
| Tóth Ferenc          |    |                  |     |

| SVÉDORSZÁG:          |    |               |     |
|                      |    |               |     |
| K                    | 1  | Leidingen     | 7'  |
| V                    | 2  | Svensson      | 76' |
| V                    | 3  | Börjesson     |     |
| V                    | 5  | Kärberg       | 47' |
| V                    | 4  | Hansson       |     |
| KP                   | 6  | Svendjeby     | 70' |
| KP                   | 8  | Nundhage      |     |
| KP                   | 10 | Karlsson      |     |
| CS                   | 7  | Nusitalo      | 60' |
| CS                   | 9  | Axen          |     |
| CS                   | 11 | Lena Videkull |     |
| Cserék:              |    |               |     |
| K                    | 12 | Bersson       | 7'  |
| V                    | ?  | Gustavsson    | 47' |
| CS                   | ?  | Johansson     | 60' |
| KP                   | ?  | Griksson      | 70' |
| V                    | ?  | Palm          | 76' |
| Szövetségi kapitány: |    |               |     |
| Ulf Lyfors           |    |               |     |

## Örökmérleg a mérkőzés után
| Magyarország | :         | Svédország |
| ------------ | --------- | ---------- |
| 0            | Győzelem  | 1          |
| 0            | Döntetlen | 0          |
| 1            | Gólok     | 4          |
| 0/3          | Pontok    | 3/3        |
| 0            | %         | 100        |